# Монсей, Бон Адриен Жанно де
Бон Адриен Жанно де Монсей, имевший титул герцог де Конельяно (фр. Bon Adrien Jannot de Moncey, duc de Conegliano; 31 июля 1754 — 20 апреля 1842) — маршал Франции.

## Биография
Начав службу с 15 лет простым рядовым, в 1794 году был уже дивизионным генералом. В 1795 году он стал  главнокомандующим западно-пиренейской армией. Разбив испанцев при Толосе и Вильянове и заняв Наварру и басские провинции, Монсей заставил Испанию подписать договор о перемирии. 
В 1797 году Монсей был исключен из службы Директорией, заподозрившей его в роялизме, но в 1799 году снова вернулся в ряды армии и он вновь командовал западно-пиренейской армией, а в 1800 году перешёл в Италию через Сен-Готард.
При учреждении империи Монсей получил чин маршала, а в 1805 году — титул герцога де Конельяно; в 1808—1809 годах, командуя корпусом в Испании, содействовал овладению Сарагосой. 
Не одобряя войны с Россией в 1812 году, Монсей остался во Франции, в 1813 году был негласным главнокомандующим голландской армией, а в 1814 году, состоя начальником штаба Национальной гвардии, принимал участие в обороне Парижа, командовал войсками на заставе Клиши, где ему теперь установлен памятник; в 1815 году за отказ от председательства в суде над маршалом Неем подвергся трёхмесячному заключению.

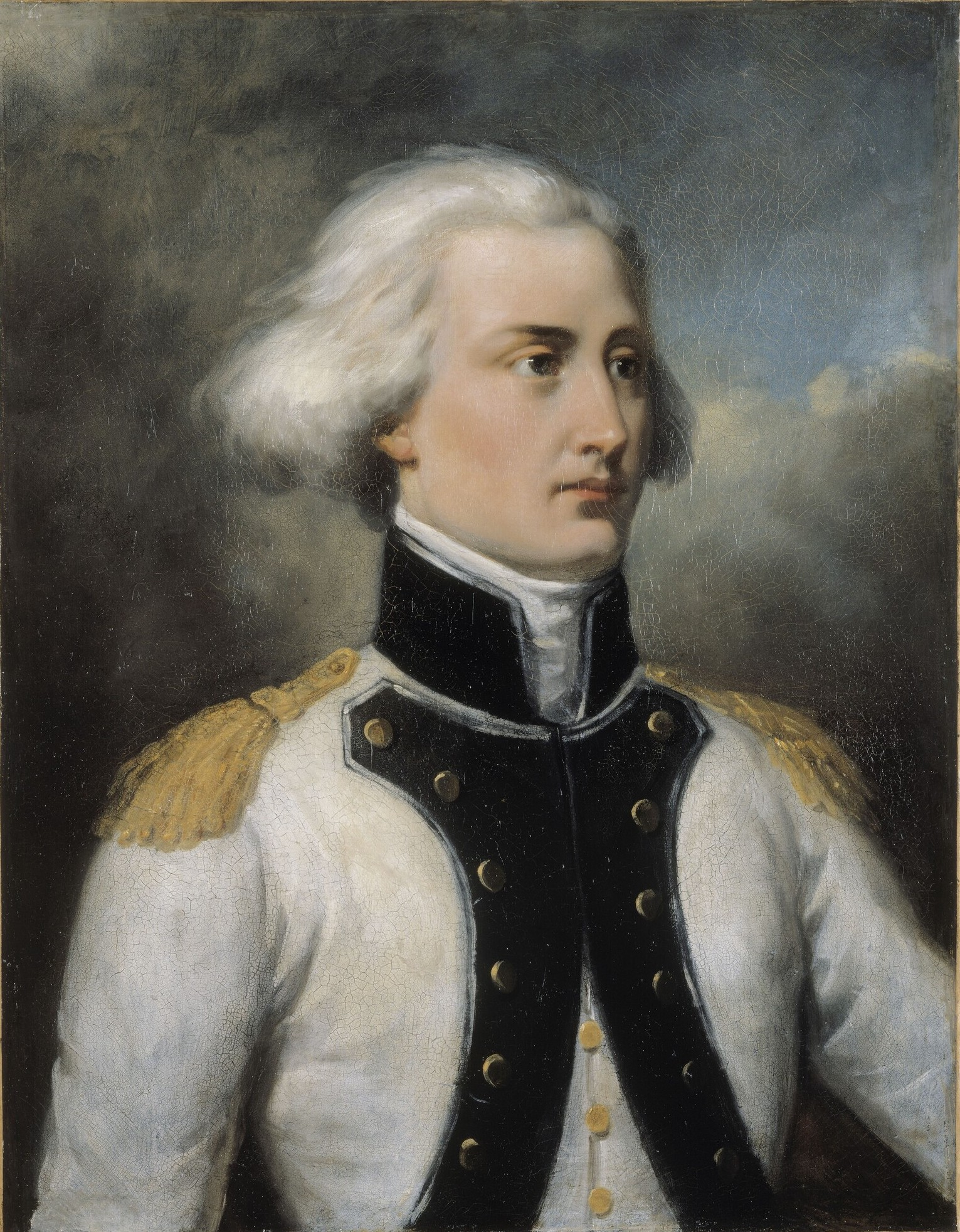
Маршал Монсей

В 1823 году командовал корпусом в армии герцога Ангулемского в Испании.
При Луи-Филиппе был комендантом парижского дома Инвалидов.

## Награды
- Орден Почётного легиона, большой орёл (2.02.1805)
- Орден Почётного легиона, великий офицер
- Орден Воссоединения, большой крест
- Орден Святого Духа (30.09.1820)
- Орден Святого Людовика, большой крест (1823)
- Орден Святого Людовика, кавалер (2.06.1814)
- Орден Карлоса III, большой крест (Испания)
- Орден Железной короны, большой крест (Королевство Италия)
- Орден Святого Владимира 1-й степени (1824, Россия)